# 德川家康影武者說

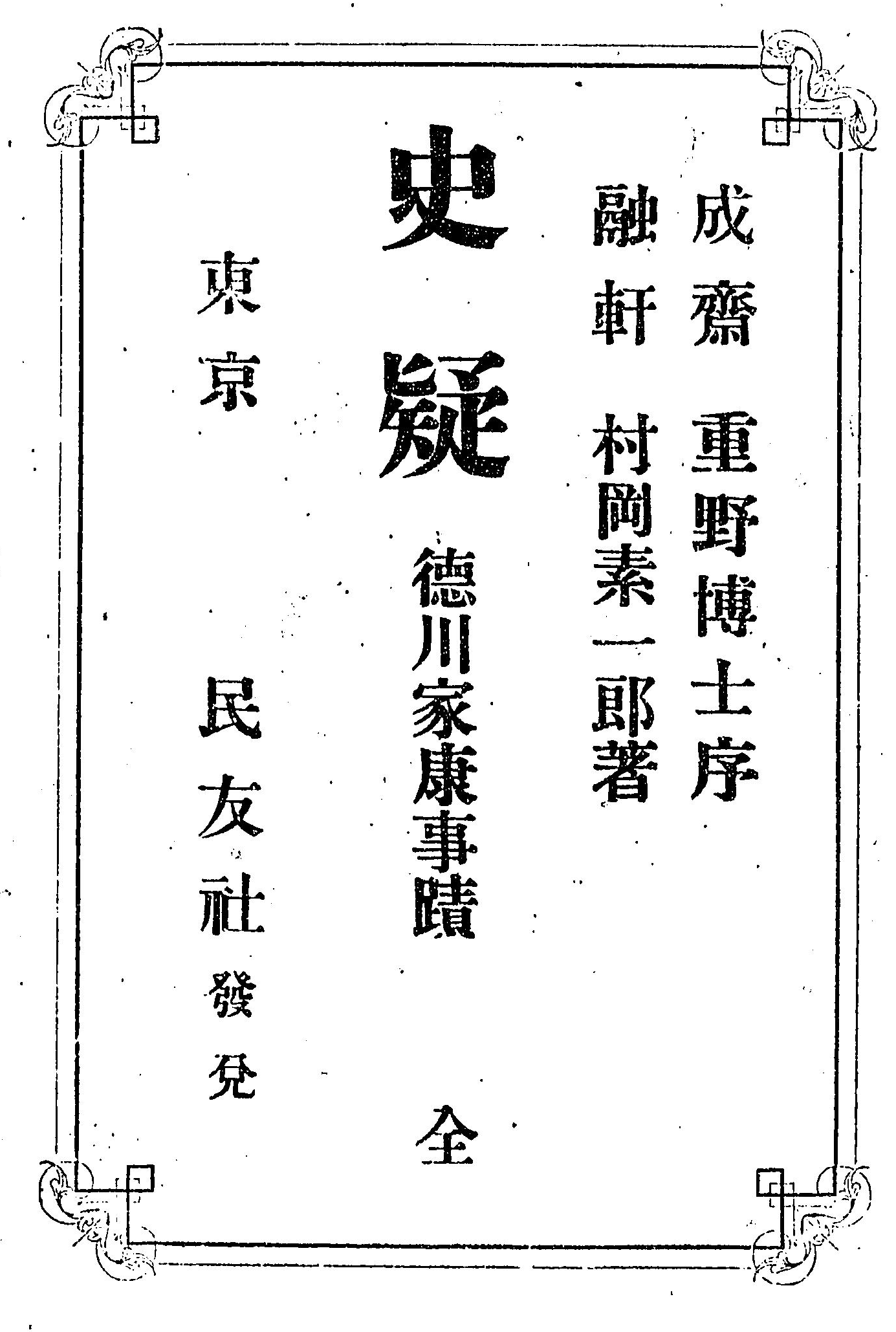
開創德川家康影武者說先河的《史疑 徳川家康事蹟》古本封面

德川家康影武者說是指一種認為德川家康（江戶幕府第一代將軍）實際在某一時點已死去，後來歷史舞台上的「德川家康」實際上是由影武者（替身）扮演的說法。
有關德川家康影武者的說法具體細節上存在差異。明治時代的地方官員村岡素一郎於1902年（明治三十五年）4月出版個人著作《史疑 徳川家康事蹟》（日语：史疑 徳川家康事蹟），最早提出有關德川家康影武者的說法。村岡認為德川家康實際在桶狹間之戰中就已被殺，之後歷史舞台上的「德川家康」實際上是他的影武者「世良田二郎三郎元信」。

## 起源
1902年（明治三十五年）4月出版的書籍《史疑 徳川家康事蹟》作者村岡素一郎認為史籍中記載的德川家康晚年的話語存有端倪。村岡從這一點出發，提出了德川家康在桶狹間之戰後就已經被殺，之後歷史舞台上所謂的「德川家康」其實是由影武者「世良田二郎三郎元信」扮演。
村岡的書《史疑 徳川家康事蹟》開啓了德川家康影武者說的先河。不過該書只有少量出版，之後也沒有增印。當時社會上也流傳這本書沒有增印是因受到德川家壓力的說法。

## 影響
礫川全次曾編著一書，提出自己版本的德川家康影武者說。礫川編著此書的主要目的是藉此諷刺明治時代的政要大都出自下層軍官。
南條範夫受村岡的書《史疑 徳川家康事蹟》啓發於20世紀60年代寫成「願人坊主家康」一書，後來將之整理改編為歷史小說。
同樣受《史疑 徳川家康事蹟》影響，歷史小說家隆慶一郎於1989年發表了長篇歷史小說《影武者德川家康》。《影武者德川家康》中描寫了一個架空歷史故事：德川家康在關原之戰中被刺殺，之後由影武者世良田二郎三郎元信代替德川家康站上歷史舞台。

## 流行文化
- 《信长之野望·天道》（2009年）：在遊戲中加入了德川家康是影武者的可選設定[9]。

## 拓展閱讀
- 村岡素一郎.  . 民友社. 1902.
  - 現代日語翻譯版：村岡素一郎 礫川全次改寫.  . 批評社. 2000. ISBN 4-8265-0300-8.
- 南條範夫.  . 文芸春秋新社. 1962.
  - 南條範夫.  . 文学習研究社〈学研M文庫〉. 2002. ISBN 4-05-901118-5.
- 清水おさむ・清水ひろ子.  . 批評社. 1995. ISBN 4-8265-0195-1.
- 榛葉英治.  . 雄山閣. 1963.
- 礫川全次.  . 批評社. 1995. ISBN 4-8265-0171-4.